# ヴィーナスへの奉献

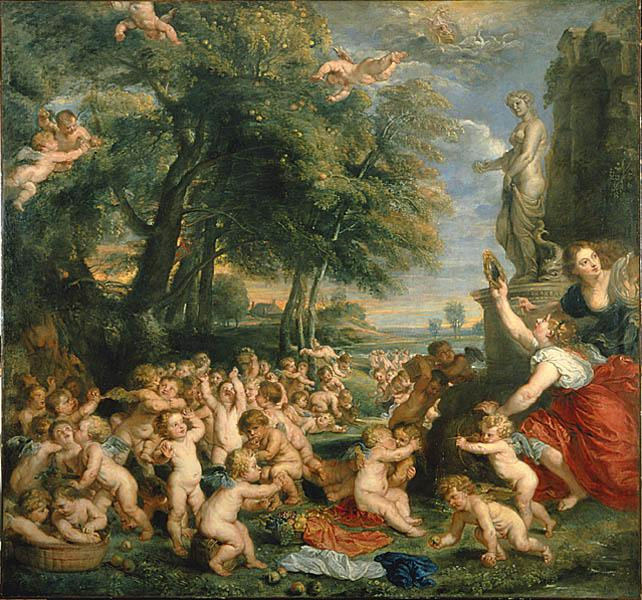
ルーベンスによる模写。ストックホルム、スウェーデン国立美術館所蔵。

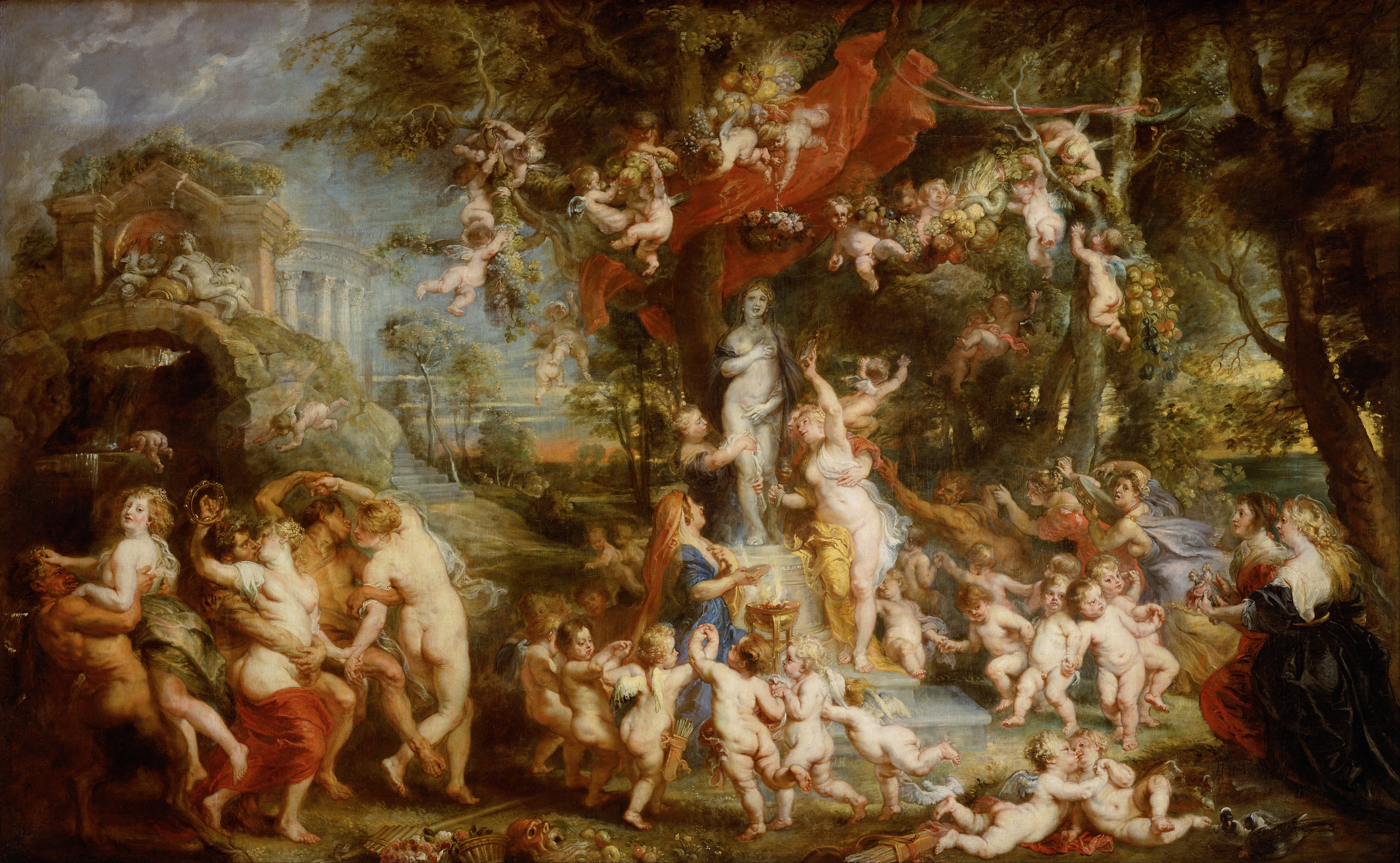
ルーベンスによる『ヴィーナスの饗宴』。ウィーン、美術史美術館所蔵。

『ヴィーナスへの奉献』（伊: Omaggio a Venere, 英: The Worship of Venus, 西: Ofrenda a Venus）は、イタリアルネサンス期のヴェネツィア派の巨匠ティツィアーノ・ヴェチェッリオが1518年から1519年頃に制作した神話画である。油彩。古代ギリシアの著述家フィロストラトスが『エイコネス』の中で述べている65の芸術作品の1つを描いたもので、フェラーラ公爵アルフォンソ1世・デステの書斎を飾るために制作された。現在はマドリードのプラド美術館に所蔵されている。また17世紀のピーテル・パウル・ルーベンスによる本作品の模写と同じ主題を扱った作品が知られている。

## 制作背景
アルフォンソ1世・デステはエステ城と居館とをつなぐ連絡翼の2階に位置する縦長の部屋「カメリーノ・ダラバストロ」（Camerino d'Alabastro）を書斎として用いたが、この部屋を姉のイザベラ・デステの書斎を真似て絵画を飾ることを企画した。これを神話画の連作としたのは室内装飾を計画したラファエロ・サンツィオのアイデアである。本作品はその第1作としてフラ・バルトロメオに発注されたもので、前年の10月に死去したフラ・バルトロメオが残した本作品に関するスケッチと指示がティツィアーノに届けられたことで制作が開始された。またティツィアーノは本作品に続いて、傑作『バッカスとアリアドネ』（Bacco e Arianna）、『アンドロス島のバッカス祭』（Baccanale degli Andrii）をも制作した。ティツィアーノの3作品のうち『ヴィーナスへの奉献』と『アンドロス島のバッカス祭』はピロストラトスの『エイコネス』を典拠としており、『バッカスとアリアドネ』はカトゥルスの『カルミナ』やオウィディウスの『変身物語』を典拠としている。

## 主題
本作品の典拠である『エイコネス』は著者が逗留したナポリの邸宅で見た絵画作品を1つ1つ解説していくというエクフラシス作品であり、直接の着想源となっているのは第6章「エロスたち」である。そこで語られている絵画作品は次のようなものである。
広大な林檎園の中に下方が空洞になっている岩があり、そこから泉が湧き出ている。泉の水は水路で引かれて林檎園の木々を潤している。ニンフたちは泉が湧き出る場所にアプロディテの神殿を建て、女神の名前を刻んだ銀の鏡や金のサンダル、ブローチといったものを奉納している。また林檎が収穫時期を迎えると周囲からたくさんのエロスたちが集まって来て、騒ぎを起こしながらも、林檎の初物を枝からちぎって篭に集め、女神に奉納して果樹園の繁栄を祈る。ピロストラトスはエロスたちはニンフの子供たちであり、彼らがたくさんいるのは人の愛の数だけエロスたちも存在するからだと語っている。
林檎園の木々は並木となって真っ直ぐに並び、寝転がるにはちょうどいい柔らかい草原が広がっている。草の上にはエロスの衣服が散らばり、草は花を咲かせ、林檎の木々は黄金や赤や黄色の実をたくさんつけている。エロスたちは背中の矢筒を木の枝にかけているので、自らの翼で飛んで高所にある林檎も軽々と集めている。彼らの髪は美しく、翼は青、紫、あるいは金色で、それぞれが羽ばたくたびに大気を打つ楽器のような妙なる音を奏でている。エロスたちは踊り、駆け回り、眠り、あるいは林檎を食べている。ある者は友愛の証として林檎の実を投げ合い、あるいは弓矢の練習をして、たがいの胸に矢を射合っている。ある者はレスリングをして、相手にのしかかって喉を絞めて苦しめているが、エロスは降参せずに相手の指をねじっているので、喉を絞めながらさらにエロスの耳に噛みついている。またある者はアプロディテに捧げるためにウサギを生きたまま捕えようとしている。これに関連して、ピロストラトスはウサギがヴィーナスへの捧げものに適した動物であるとも語っている。

## 作品

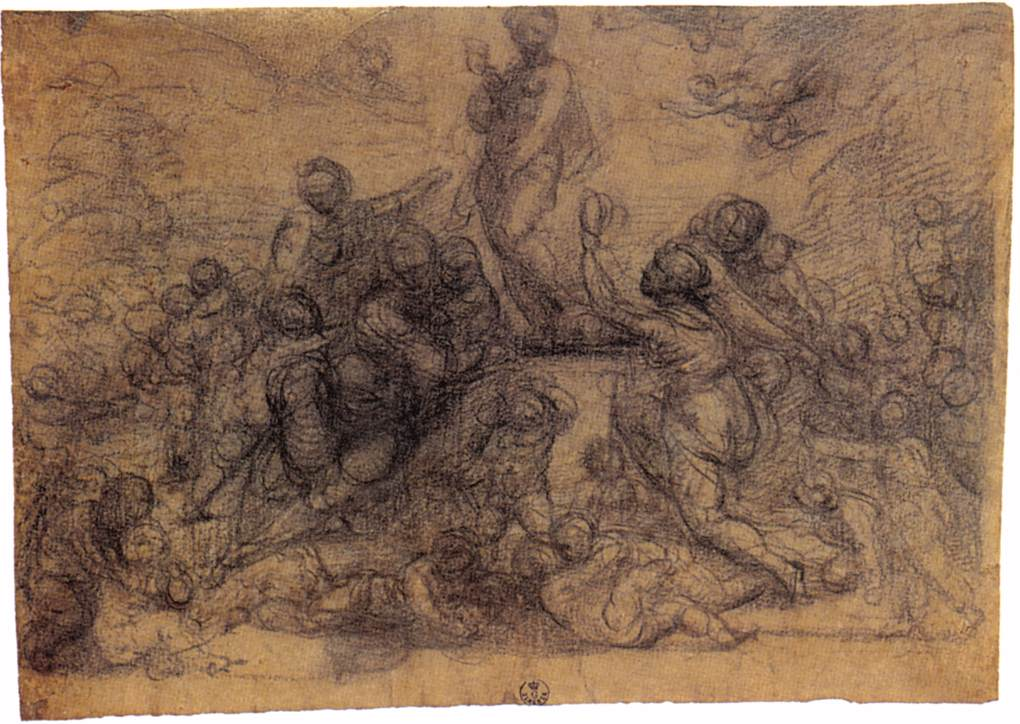
フラ・バルトロメオによる準備素描（1516年頃）。ウフィツィ美術館所蔵。

本作品は1648年にカルロ・リドルフィが指摘しているように、『エイコネス』をもとに古代芸術を復活させようとしたティツィアーノの試みの1つである。ティツィアーノはフラ・バルトロメオが残した構想からヴィーナス像や鏡を奉納するニンフのイメージなど、アイデアの多くを拾い上げた。しかしその一方でフラ・バルトロメオが画面の中央にヴィーナス像を置いた三角形の構図を放棄している。そしてヴィーナス像とニンフたちを画面右に移動させ、絵画の焦点をエロスたちの描写に移し、背景をより強調した。そこにはティツィアーノとフィレンツェ風のシンメトリーを好むフラ・バルトロメオとの違いが表れているといえるが、それ以上に一連の絵画をアルフォンソ・デステの書斎に飾った際のトータルコーディネイトを考えたうえでの変更であったことが、1518年4月にアルフォンソ・デステに宛てたティツィアーノの手紙から窺える。2003年にロンドンで行われた書斎の再現では本作品は右側の壁に飾られることが提案されたが、そのことは風景の消失点や人物が画面の右に位置している構図によって示唆されている。

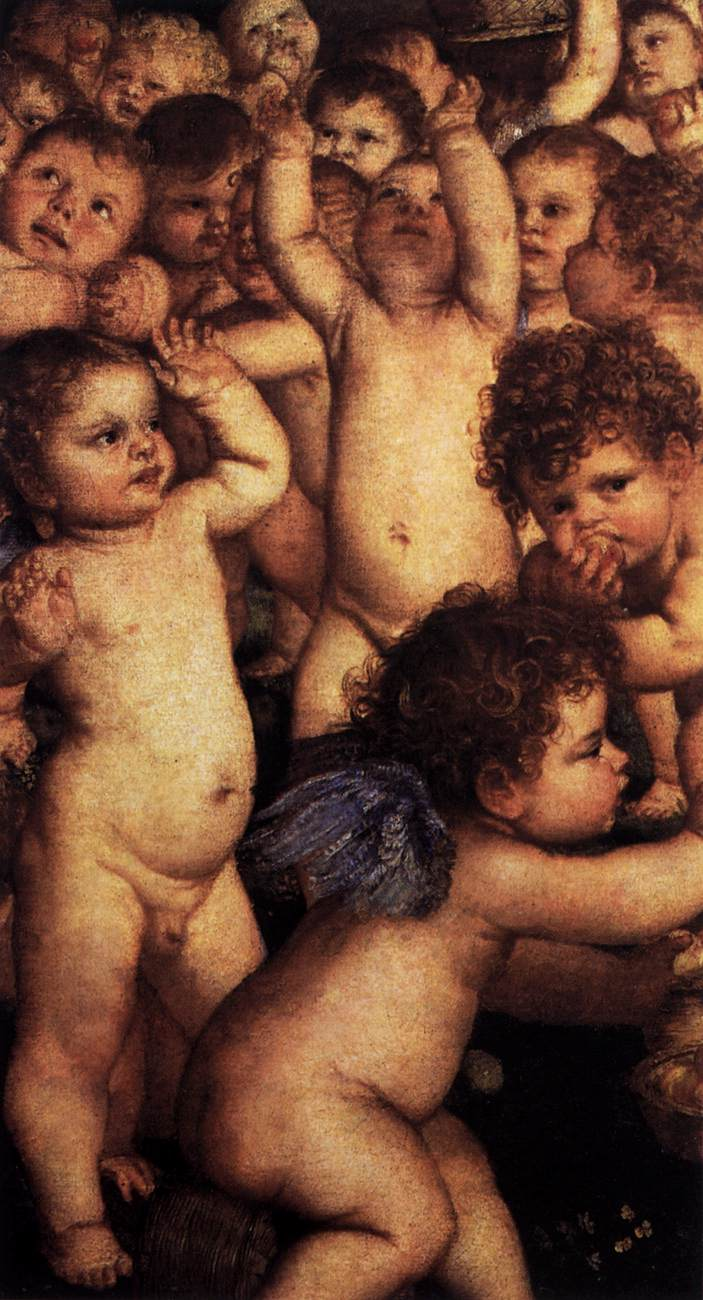
林檎を受け取ろうと身構えるエロスと、その後ろに弓矢の練習で自らの胸を的にするエロスが描かれている。

ティツィアーノは『エイコネス』の記述をかなり正確に描いている。画面右に泉の湧き出る岩があって、その上にアプロディテの神像が立ち、ニンフたちは神像に鏡を奉納しようとしている。画面には驚くほど多くのエロスたちが描かれている。その多くは青色の翼を持っているが、それ以外にも紫や、金色、あるいは赤い色の翼を持った者もおり、空を飛びながら林檎の実を集めている者もいれば、集めた実を奉納しようとしている者もいる。彼らの多くは柔らかな草の上で騒ぎを繰り広げており、その様子は『エイコネス』の記述を参照することで理解することができる。一番手前に衣服を挟んで描かれている2人のエロスは林檎を投げ合っていると語られているエロスたちであり、一方は林檎を受け取るために身構え、もう一方は林檎を投げるために拾うとしている。そのすぐ後ろで弓矢を構えているエロスと怯えるかのように両手を挙げているエロスは、実際は弓矢の練習をしているのだと分かる。またさらにその後ろで背後から1人のエロスが抱きついているように見えるのはレスリングをしていると語られている者たちであり、一見キスしているように見えるが耳に噛みついている。
なお、ヴィーナス像はアクイレイアの総主教ジョヴァンニ・グリマーニのコレクションとして当時のヴェネツィアにあったであろう「ヴィーナス・セレステ」に由来し、エロスたちについても現在ヴェネツィア国立考古博物館に所蔵されているクピドの彫刻から派生したと考えられている。

## 影響
ティツィアーノがアルフォンソ1世・デステのために制作した3作品は後代の画家たちによって繰り返し模写され、バロック絵画に影響を与えた。有名な例としてまずパドヴァニーノ（1616-1623年頃）が挙げられる。彼は絵画がイタリアを離れる前に3作品のほぼ原寸大の模写を残しており、これらは現在ベルガモのアッカデミア・カッラーラに所蔵されている。最も有名な摸写はピーテル・パウル・ルーベンスによって描かれた。本作品と『アンドロス島のバッカス祭』の模写は現在ストックホルムのスウェーデン国立美術館に所蔵されている。さらにルーベンスは1636年から1637年頃、本作品と同じ主題で絵画を制作している（ウィーン、美術史美術館所蔵）。また1637年には、ローマでジョヴァンニ・アンドレア・ポデスタの彫板によって印刷されている。その後もグイド・レーニ、ニコラ・プッサン、ベラスケスらによって摸写された。

## 来歴

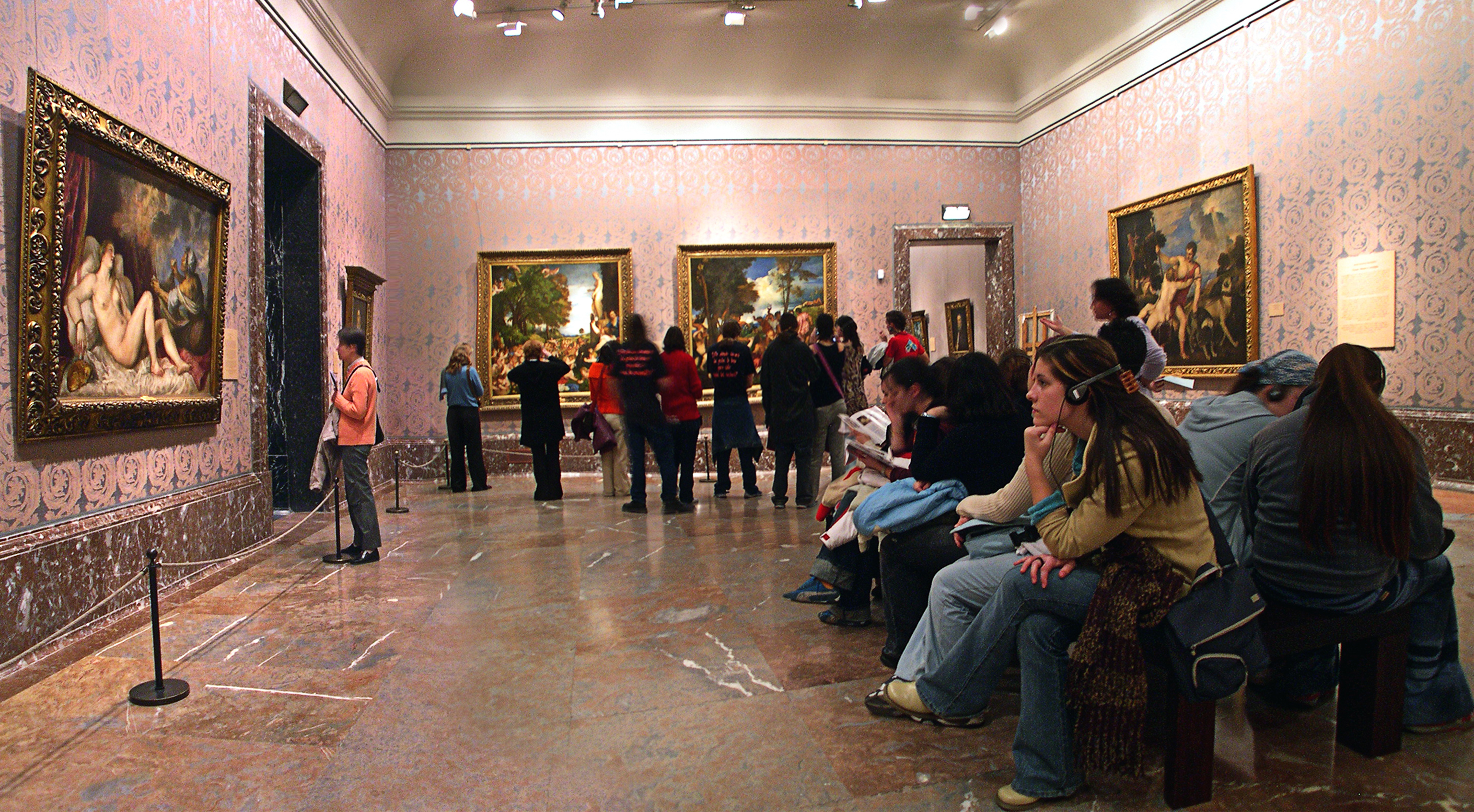
プラド美術館での展示風景。左の壁に『ダナエ』、中央に本作品と『アンドロス島のバッカス祭』、右の壁に『ヴィーナスとアドニス』。

1598年にアルフォンソ2世・デステの死によってエステ家の直系の子孫が途絶えた後、フェラーラは教皇領に併合され、アルフォンソ1世・デステの書斎に由来する絵画もピエトロ・アルドブランディーニ枢機卿によって没収され、アルドブランディーニ家のコレクションとしてローマに送られた。
その後、3作品のうち『バッカスとアリアドネ』はアルドブランディーニ家が所有し続けたが、『ヴィーナスへの奉献』と『アンドロス島のバッカス祭』は1621年にルドヴィーコ・ルドヴィーシ枢機卿の手に渡った。ルドヴィーコは優れた絵画のコレクターであり、ティツィアーノの他にもヴェロネーゼ、ヤコポ・バッサーノ、ジョヴァンニ・ベッリーニ、ドッソ・ドッシ、グエルチーノ、グイド・レーニ、ドメニキーノといった画家の作品を所蔵していた。
ルドヴィーコの死後、絵画は彼の兄弟のピオンビーノ公ニコロ・ルドヴィージが所有し、1637年にナポリ副王マニュエル・デ・アセヴェド・イ・スニガを通じてスペインのフェリペ4世に本作品と『アンドロス島のバッカス祭』を贈った。ドメニキーノはイタリアから両作品が失われることを嘆いたと伝えられている。スペインでは1666年からマドリードのアルカサルで飾られ、アルカサスが火事で全焼した1734年から1776年までブエン・レティーロ宮殿に飾られた後、1821年にプラド美術館に所蔵された。

## ギャラリー
現在、エステ城ではアルフォンソ・デステの書斎「カメリーノ・ダラバストロ」が再現されており、絵画は下図のように配置されている。このうち右側の壁に掛けられたのは左から順に『アンドロス島のバッカス祭』、ジョヴァンニ・ベリーニ『神々の饗宴』 、『ヴィーナスへの奉献』であり、本作品は壁の右端に配置されている。『バッカスとアリアドネ』およびドッソ・ドッシの『バッカス祭』は出入り口横の壁に配置されている。